# Campeón de Campeones
Campeón de Campeones (Mistrz Mistrzów) – coroczny mecz piłkarski rozgrywany w lipcu pomiędzy mistrzami Meksyku z jesiennego sezonu Apertura i wiosennego sezonu Clausura. Jest bardziej prestiżowym z dwóch superpucharów Meksyku (drugim jest Supercopa MX).
W latach 1942–1995 rozgrywki toczyły się podobnie jak w krajach europejskich między aktualnymi mistrzami Meksyku i zdobywcami pucharu Meksyku. Zasady wybierania drużyn zmieniono wraz ze wprowadzeniem półrocznych sezonów w lidze meksykańskiej i likwidacją pucharu Meksyku. Na przestrzeni lat rozgrywki były wielokrotnie zawieszane, zmieniano także ich format; w obecnej postaci superpuchar istnieje od 2015 roku.

## Triumfatorzy
| Rok                        | . | Zwycięzca         | Finał        | Drugie miejsce   | . | Trener zwycięzcy      | Trener zwycięzcy | Trener zwycięzcy |
| Rok                        | . | Zwycięzca         | Finał        | Drugie miejsce   | . | Trener                | Klub             |                  |
| -------------------------- | - | ----------------- | ------------ | ---------------- | - | --------------------- | ---------------- | ---------------- |
| 1942                       | . | Atlante (P)       | 5–4 (pd)     | España (L)       | . | Luis Grocz            | Atlante          |                  |
| 1943                       | . | Marte (L)         | 1–0          | Moctezuma (P)    | . | José Gómez            | Marte            |                  |
| 1944                       | . | España (P)        | 5–3          | Asturias (L)     | . | Rodolfo Muñoz         | España           |                  |
| 1945                       | . | España (L)        | 3–0          | Puebla (P)       | . | Rodolfo Muñoz         | España           |                  |
| 1946                       | . | Atlas (P)         | 3–2          | Veracruz (L)     | . | Eduardo Valdatti      | Atlas            |                  |
| 1947                       | . | Moctezuma (P)     | 3–0          | Atlante (L)      | . | Julio Kaiser          | Moctezuma        |                  |
| 1948                       | . | León (L)          | 1–0          | Veracruz (P)     | . | José María Casullo    | León             |                  |
| nie rozgrywano (1949)      |   |                   |              |                  |   |                       |                  |                  |
| 1950                       | . | Atlas (P)         | 3–1 (pd)     | Veracruz (L)     | . | Eduardo Valdatti      | Atlas            |                  |
| 1951                       | . | Atlas (L)         | 1–0          | Atlante (P)      | . | Eduardo Valdatti      | Atlas            |                  |
| 1952                       | . | Atlante (P)       | 1–0          | León (L)         | . | Gregorio Blasco       | Atlante          |                  |
| 1953                       | . | Tampico (L)       | 3–0          | Puebla (P)       | . | Joaquín Urquiaga      | Tampico          |                  |
| 1954                       | . | Marte (L)         | 1–0          | Club América (P) | . | Ignacio Trelles       | Marte            |                  |
| 1955                       | . | Club América (P)  | 3–2          | Zacatepec (L)    | . | Octavio Vial          | Club América     |                  |
| 1956                       | . | León (L)          | 2–1          | Toluca (P)       | . | Antonio López Herranz | León             |                  |
| 1957                       | . | Guadalajara (L)   | 2–1          | Zacatepec (P)    | . | Donald Ross           | Guadalajara      |                  |
| 1958                       | . | Zacatepec (L)     | 1–0          | León (P)         | . | Ignacio Trelles       | Zacatepec        |                  |
| 1959                       | . | Guadalajara (L)   | 2–1          | Zacatepec (P)    | . | Árpád Fekete          | Guadalajara      |                  |
| 1960                       | . | Guadalajara (L)   | 2–2 (10–9 k) | Necaxa (P)       | . | Árpád Fekete          | Guadalajara      |                  |
| 1961                       | . | Guadalajara (L)   | 1–0          | Tampico (P)      | . | Javier de la Torre    | Guadalajara      |                  |
| 1962                       | . | Atlas (P)         | 2–0          | Guadalajara (L)  | . | José Carlos Bauer     | Atlas            |                  |
| 1963                       | . | Oro (L)           | 3–1          | Guadalajara (P)  | . | Árpád Fekete          | Oro              |                  |
| 1964                       | . | Guadalajara (L)   | 2–0          | Club América (P) | . | Javier de la Torre    | Guadalajara      |                  |
| 1965                       | . | Guadalajara (L)   | 2–1          | Club América (P) | . | Javier de la Torre    | Guadalajara      |                  |
| 1966                       | . | Necaxa (P)        | 2–0          | Club América (L) | . | Miguel Marín          | Necaxa           |                  |
| 1967                       | . | Toluca (L)        | 1–0          | León (P)         | . | Ignacio Trelles       | Toluca           |                  |
| 1968                       | . | Toluca (L)        | 3–1          | Atlas (P)        | . | Ignacio Trelles       | Toluca           |                  |
| 1968                       | . | Toluca (L)        | 0–1 (3–2 k)  | Atlas (P)        | . | Ignacio Trelles       | Toluca           |                  |
| nie rozgrywano (1969–1970) |   |                   |              |                  |   |                       |                  |                  |
| 1971                       | . | León (P)          | 1–0          | Club América (L) | . | Antonio Carbajal      | León             |                  |
| 1972                       | . | León (P)          | 0–0 (3–2 k)  | Cruz Azul (L)    | . | Antonio Carbajal      | León             |                  |
| nie rozgrywano (1973)      |   |                   |              |                  |   |                       |                  |                  |
| 1974                       | . | Cruz Azul (L)     | 2–1          | Club América (P) | . | Raúl Cárdenas         | Cruz Azul        |                  |
| 1975                       | . | Pumas UNAM (P)    | 1–0          | Toluca (L)       | . | Árpád Fekete          | Pumas UNAM       |                  |
| 1976                       | . | Club América (L)  | 2–0          | Tigres UANL (P)  | . | Raúl Cárdenas         | Club América     |                  |
| nie rozgrywano (1977–1987) |   |                   |              |                  |   |                       |                  |                  |
| 1988                       | . | Club América (L)  | 1–2          | Puebla (P)       | . | Jorge Vieira          | Club América     |                  |
| 1988                       | . | Club América (L)  | 2–0          | Puebla (P)       | . | Jorge Vieira          | Club América     |                  |
| 1989                       | . | Club América (L)  | 2–1          | Toluca (P)       | . | Jorge Vieira          | Club América     |                  |
| nie rozgrywano (1990–2002) |   |                   |              |                  |   |                       |                  |                  |
| 2003                       | . | Toluca (A)        | 1–1 (4–2 k)  | Monterrey (C)    | . | Ricardo Ferretti      | Toluca           |                  |
| 2004                       | . | Pumas UNAM (C)    | 1–1          | Pachuca (A)      | . | Hugo Sánchez          | Pumas UNAM       |                  |
| 2004                       | . | Pumas UNAM (C)    | 6–1          | Pachuca (A)      | . | Hugo Sánchez          | Pumas UNAM       |                  |
| 2005                       | . | Club América (C)  | 0–0          | Pumas UNAM (A)   | . | Mario Carrillo        | Club América     |                  |
| 2005                       | . | Club América (C)  | 2–1          | Pumas UNAM (A)   | . | Mario Carrillo        | Club América     |                  |
| 2006                       | . | Toluca (A)        | 1–0          | Pachuca (C)      | . | Américo Gallego       | Toluca           |                  |
| 2006                       | . | Toluca (A)        | 1–0          | Pachuca (C)      | . | Américo Gallego       | Toluca           |                  |
| nie rozgrywano (2007–2014) |   |                   |              |                  |   |                       |                  |                  |
| 2015                       | . | Santos Laguna (C) | 1–0          | Club América (A) | . | Pedro Caixinha        | Santos Laguna    |                  |
| 2016                       | . | Tigres UANL (A)   | 1–0          | Pachuca (C)      | . | Ricardo Ferretti      | Tigres UANL      |                  |

Legenda:
- pd – po dogrywce
- k – seria rzutów karnych

W nawiasie podano, w jaki sposób dany klub zakwalifikował się do rozgrywek:
- (L) – poprzez wygranie ligi
- (P) – poprzez wygranie krajowego pucharu
- (A) – poprzez wygranie sezonu Apertura
- (C) – poprzez wygranie sezonu Clausura.

## Zwycięzcy
| Drużyna      | Liczba zwycięstw | Lata                                     |
| ------------ | ---------------- | ---------------------------------------- |
| Guadalajara  | 7                | 1957, 1959, 1960, 1961, 1964, 1965, 1970 |
| León         | 5                | 1948, 1949, 1956, 1971,1972              |
| Club América | 5                | 1955, 1976, 1988, 1989, 2005             |
| Atlas        | 4                | 1946, 1950, 1951, 1962                   |
| Toluca       | 4                | 1967, 1968, 2003, 2006                   |
| Atlante      | 2                | 1942, 1952                               |
| Marte        | 2                | 1943, 1954                               |
| UNAM         | 2                | 1975, 2004                               |
| Cruz Azul    | 2                | 1969, 1974                               |
| Necaxa       | 2                | 1966, 1995                               |
| Moctezuma    | 1                | 1947                                     |
| Oro          | 1                | 1963                                     |
| Puebla       | 1                | 1990                                     |
| Tampico      | 1                | 1953                                     |
| Zacatepec    | 1                | 1958                                     |